# Vera Friedländer

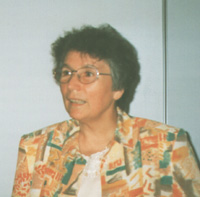
Vera Friedländer (1996)

Vera Friedländer (eigentlich Veronika Schmidt geb. Rudau; geboren am 27. Februar 1928 in Woltersdorf; gestorben am 25. Oktober 2019 in Berlin) war eine deutsche Schriftstellerin und Überlebende des Holocaust.

## Leben

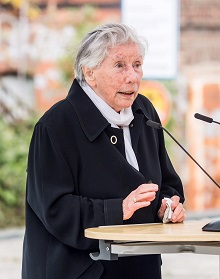
Vera Friedländer am 18. Oktober 2018 am Mahnmal Gleis 17 des Bahnhofs Berlin-Grunewald

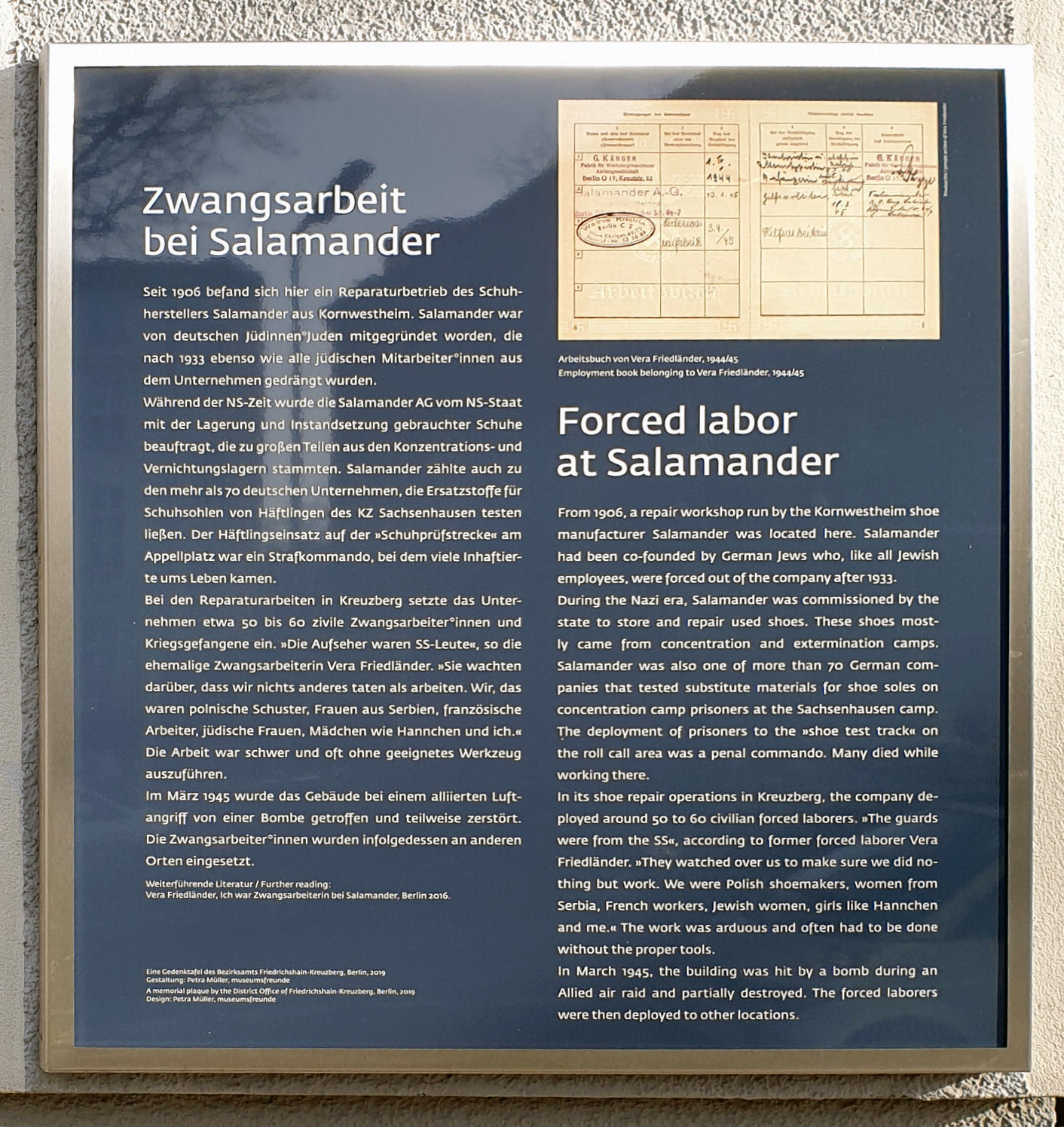
"Zwangsarbeit bei Salamander", in Berlin-Kreuzberg

Vera Friedländer wurde in der NS-Zeit als „Halbjüdin“ verfolgt und musste Zwangsarbeit leisten. Als Anfang März 1943 ihre Mutter im Rahmen der „Fabrikaktion“ in der Großen Hamburger Straße in Berlin festgehalten wurde, harrte sie als eben 15-Jährige mit ihrem Vater und anderen Partnern aus so genannten Mischehen viele Stunden vor der Gestapo-Sammelstelle aus. Ähnlich wie bei dem beharrlichen Frauen-Protest in der Rosenstraße gelang es auch hier, die festgenommenen Juden wieder freizubekommen.
Viele Angehörige ihrer Familie wurden deportiert und in Auschwitz, Theresienstadt und anderen Orten ermordet.

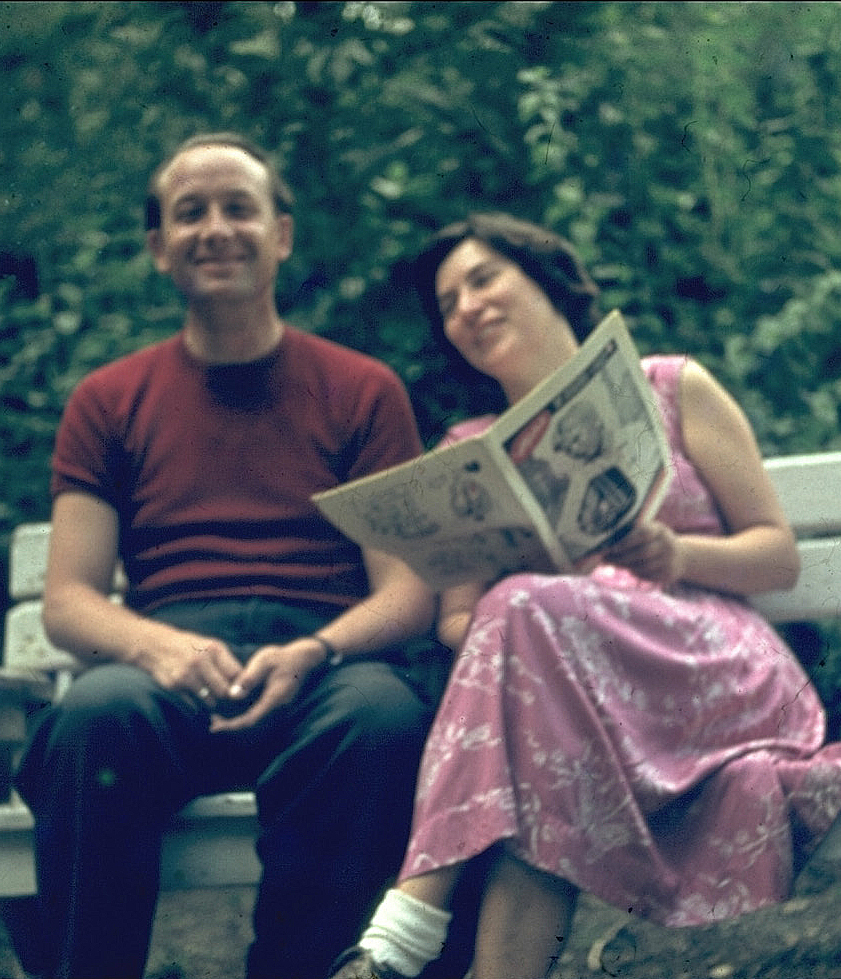
Als Redakteurin mit der Schatulle im August 1958 (links: ihr Ehemann Erwin)

Nach dem Abitur an der Vorstudienanstalt, dem Vorläufer der Arbeiter-und-Bauern-Fakultät, studierte Friedländer Germanistik, wurde promoviert und habilitierte sich an der Humboldt-Universität zu Berlin. Sie bekam drei Kinder und arbeitete zunächst von 1957 bis 1960 als Redakteurin der Literaturzeitschrift Die Schatulle und anschließend an der Humboldt-Universität. 1975 gingen sie und ihr Mann nach Warschau, sie lehrte dort an der Universität. 1982 erhielt sie den Jacob-und-Wilhelm-Grimm-Preis. 1982 bis 1986 hatte sie eine Professur für Deutsche Sprache an der Humboldt-Universität inne.
1990 war sie Mitbegründerin des Jüdischen Kulturvereins Berlin. Mit Unterstützung des Vereins gründete sie in Berlin eine Sprachschule, u. a. für jüdische Einwanderer aus Osteuropa – die Friedländer-Schule. Friedländer arbeitete in der Zwangsarbeit-Forschung der Berliner Geschichtswerkstatt mit und hat sich aktiv an dem Projekt Stolpersteine beteiligt.
Seit 2009 gibt es ein Theaterstück mit dem Titel Vera, das auf ihren Texten fußt und bei dem sie zeitweise selbst mit einer freien Theatergruppe auf der Bühne stand.
Ende der 1980er und Anfang der 1990er Jahre war Vera Friedländer u. a. als Autorin für die Weltbühne tätig. 2012 erschien ein Artikel von ihr in der in der Tradition der Weltbühne stehenden Zeitschrift Ossietzky.
Vera Friedländer starb im Oktober 2019 im Alter von 91 Jahren. Sie war eine Ur-Urenkelin von Nathan Friedland.

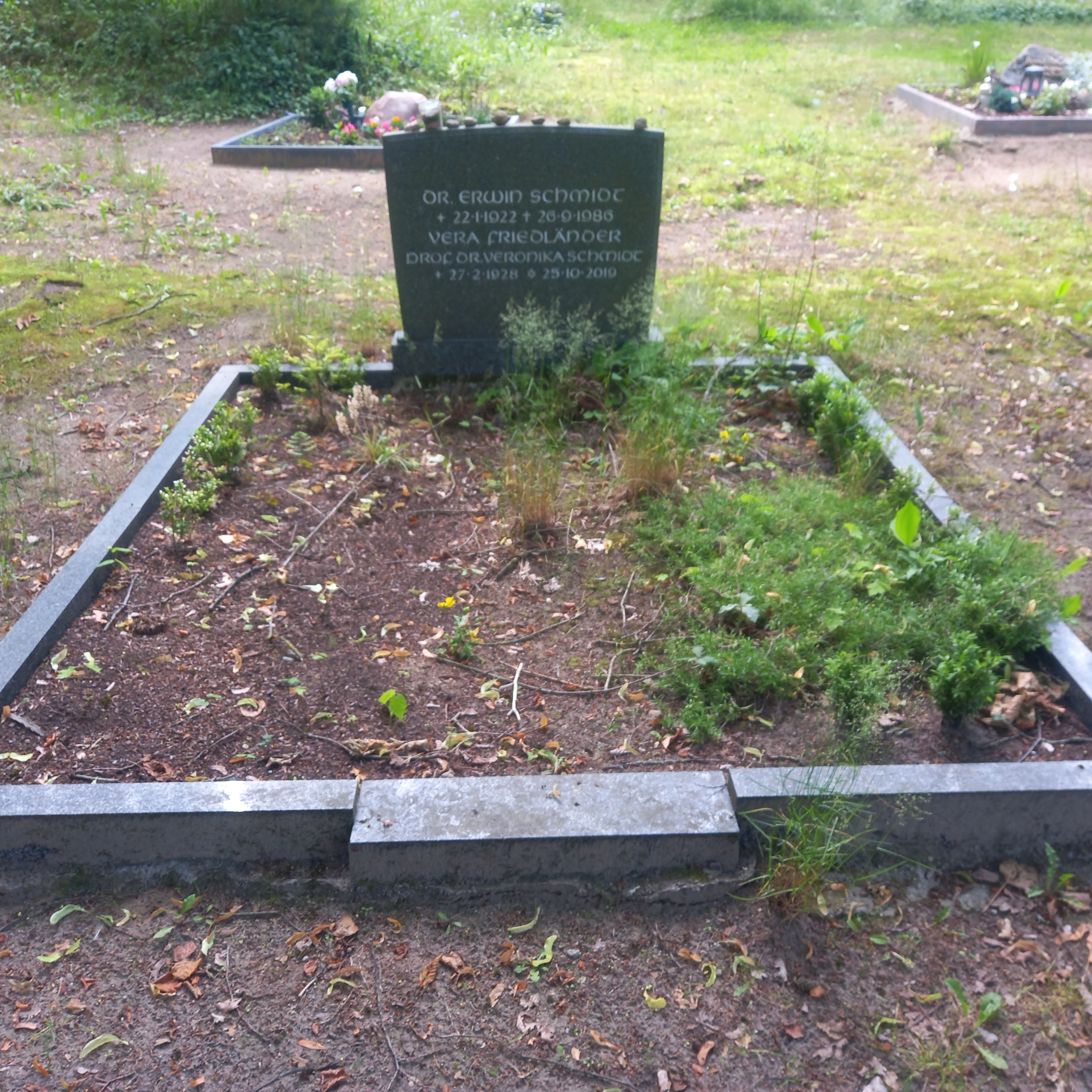
Das Grab von Vera Friedländer und ihrem Ehemann Erwin Schmidt auf dem Friedhof in Woltersdorf

Im März 2020 wurde eine Gedenktafel für die Zwangsarbeiter der Firma Salamander am ehemaligen Reparaturbetrieb des Schuhherstellers in Berlin-Kreuzberg angebracht und am 21. Juli 2020 feierlich eingeweiht.

## Positionen
Über den Gebrauch des Wortes „Nationalsozialismus“ sagte Vera Friedländer am 18. Oktober 2018 am Mahnmal Gleis 17 des Bahnhofs Berlin-Grunewald und am 12. März 2019 im Museum Hotel Silber in Stuttgart: „Die Nazis haben dieses Wort schon vor 1933 geprägt, um die Massen zu gewinnen, die sich unter Sozialismus etwas Erstrebenswertes vorstellten. Sie versprachen ihnen einen nationalen Sozialismus. Das war Betrug. Denn die Nation führten sie in den Krieg, und den Sozialismus bekämpften sie. Leider verwendet heute fast jeder in unserem Land dieses Wort, als sei es gesellschaftlich vorgeschrieben. Ich nenne das System der Naziherrschaft mit dem Wort, das international üblich ist: Faschismus, deutscher Faschismus. Alle Völker um uns herum sagen dazu Faschismus. Nur hier bei uns wird dieses verlogene, demagogische Wort ‚Nationalsozialismus‘ gebraucht. Ich finde das sehr bedauerlich.“

## Werke
- Die Streckformen des deutschen Verbums. Substantivisch-verbale Wortverbindungen in publizistischen Texten der Jahre 1948 bis 1967. Max Niemeyer Verlag, Halle (Saale) 1968.
- Sprechen Sie deutsch? Sprich mit uns. Niemiecki w radiu, Wydawnictwa Radia i Telewizji, Warschau 1976.
- Sprechen Sie deutsch? Zu Gast in der DDR. Niemiecki w radiu, Wydawnictwa Radia i Telewizji, Warschau 1977.
- Sprechen Sie deutsch? Aus dem Alltag. Niemiecki w radiu, Wydawnictwa Radia i Telewizji, Warschau 1978.
- Gesellschaftlich determinierte Bedeutungsveränderungen im deutschen Wortschatz seit dem 19. Jahrhundert. Linguistische Studien, Akademie der Wissenschaften der DDR, Zentralinstitut für Sprachwissenschaft, Berlin 1978.
- Späte Notizen, Verlag Neues Leben, Berlin 1982. Neuauflage Man kann nicht eine halbe Jüdin sein, Agimos-Verlag, Kiel 1993; Trafo-Verlag Berlin 2008, ISBN 9783896267863. Autobiografischer Roman.
- Deutsch in Episoden – Lehr- und Übungsbuch für Fortgeschrittene, Państwowe Wydawnictwo Naukowe, Warschau 1985.
- Mein polnischer Nachbar, Verlag Neues Leben, Berlin 1986.
- Fliederzeit, Verlag Neues Leben, Berlin 1987.
- Vier Männer von drüben und andere Erzählungen, Edition Prott, Berlin 1996.
- Eine Mischehe oder der kleine Auftrag aus Jerusalem, Verlag am Park, Berlin 1998.
- Kleine Geschichte der geografischen Entdeckungen. Zusammen mit Dr. Erwin Schmidt. Trafo-Verlag, Berlin 2004.
- Die Kinder von La Hille. Aufbau Taschenbuch Verlag, Berlin 2004.
- Ein Lederbeutel. Geschichten. Trafo-Verlag, Berlin 2008. ISBN 978-3-89626-660-6.
- Ich bin Vergangenheit und Gegenwart. Autobiografie. Trafo-Verlag, Berlin 2009. ISBN 978-3-89626-930-0.
- VERA – Späte Notizen (Theaterstück, Hrsg.: Gerd Bedszent), Trafo-Verlag, Berlin 2012. ISBN 978-3-86465-018-5.
- Zwei Frauen in Südfrankreich. 1940 bis 1944, Verlag am Park, Berlin 2014. ISBN 978-3-89793-307-1.
- Reise in die Vergangenheit, Verlag am Park, Berlin 2015. ISBN 978-3-945-18733-3.
- Ich war Zwangsarbeiterin bei Salamander, Das Neue Berlin, Berlin 2016. ISBN 978-3-360-01313-2.
- Alfred Wohlgemuth – Ein unbesungener Held, Verlag am Park, Berlin 2018. ISBN 978-3-947094-09-7.
- Randbemerkungen. Letzte Texte, Verlag am Park, Berlin 2020. ISBN 978-3-947094-64-6.